# 阿万托斯
阿万托斯是葡萄牙布拉干萨区的一个堂区。总面积12.89平方公里，总人口123人，人口密度9.5人/平方公里。